# Tipula korovini
Tipula korovini är en tvåvingeart som beskrevs av Evgenyi Nikolayevich Savchenko 1970. Tipula korovini ingår i släktet Tipula och familjen storharkrankar. Inga underarter finns listade i Catalogue of Life.